# Sostituzione nucleofila alifatica
Le reazioni di sostituzione nucleofila alifatica sono di fatto reazioni acido-base nell'interpretazione di Lewis. Possiamo immaginare la seguente reazione:
{\displaystyle {\ce {B:+\ R-X->B-R\ +\ X:}}}
dove B: è il nucleofilo, X il gruppo uscente e R un residuo alifatico.
Le reazioni di sostituzione nucleofila alifatica possono avvenire secondo due meccanismi:

## Meccanismo SN1
Sostituzione nucleofila monomolecolare, che prevede un meccanismo a due stadi e una cinetica del primo ordine.
Il primo stadio di questo meccanismo prevede sempre la formazione di un intermedio instabile (solitamente un carbocatione) per scissione eterolitica del legame R-X in cui X, il gruppo uscente, è una specie elettron-attrattrice. Il secondo stadio consiste nella formazione del legame tra il nucleofilo B e il carbocatione:
{\displaystyle {\ce {R-X->R^{+}\ +\ X^{-}\,\,\,\,\,}}}(Stadio lento)
{\displaystyle {\ce {R^{+}\ +\ B^{-}->R-B\,\,\,\,\,}}}     (Stadio veloce)
Si tratta di equilibri chimici.
Le reazioni di sostituzione nucleofila seguono questo meccanismo quando:
- R è un residuo alifatico o aromatico-alifatico tale da garantire una certa stabilità del carbocatione R+. I residui maggiormente proni a dare reazioni di questa natura sono residui stabilizzati per risonanza o per effetto induttivo:
  - benzilici;
  - allilici;
  - alchilici terziari (es. t-butile);
- X è un buon gruppo uscente (es. TsO-; I-; Br-...);
- B: in questo caso può non essere un ottimo nucleofilo.
- I solventi polari generalmente tendono a stabilizzare i carbocationi maggiormente di  quelli apolari, quindi facilitano le reazioni SN1.

## Meccanismo SN2
Sostituzione nucleofila bimolecolare, che prevede un meccanismo concertato (un solo passaggio) e può essere descritta da una cinetica del secondo ordine.
Le reazioni di sostituzione nucleofila seguono questo meccanismo quando:
- R è un residuo primario, secondario, allilico o benzilico;
- X è un buon gruppo uscente (TsO-; I-, Br- ecc..)
- B: è un buon nucleofilo.

La reazione SN2, per via del suo meccanismo concertato, risente notevolmente dell'ingombro sterico sul substrato, per questa ragione gli atomi di carbonio terziari sono ragionevolmente impediti a dare questo genere di reazione.
Impiegando reagenti marcati (che contengono isotopi radioattivi) è possibile dimostrare che molte reazioni di sostituzione nucleofila alifatica avvengono con entrambi i meccanismi di reazione. Ciò accade maggiormente con substrati alchilici secondari.

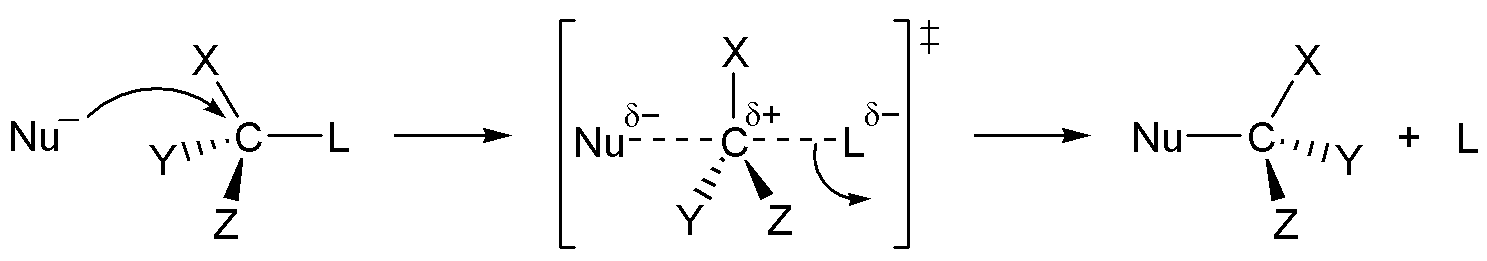
Meccanismo S_{N}2

Con riferimento alla stereochimica del prodotto finale, si può dire che:
- partendo da un composto otticamente attivo, Il meccanismo SN1 comporta la formazione di un racemo. Ciò è dovuto alla formazione di un intermedio carbocationico (planare) che può essere oggetto di attacco da parte del nucleofilo da ognuna delle due facce enantiotopiche dipendentemente dalla casualità degli urti;
- il meccanismo SN2 comporta invece la formazione di un prodotto che presenta inversione di configurazione sterica rispetto al substrato di partenza; ciò è dovuto al fatto che l'attacco del nucleofilo avviene nella stessa direzione del legame sigma R-X, ma dalla parte opposta rispetto al gruppo uscente X. Il risultato è un'inversione "ad ombrello" della molecola (chiamata anche "inversione di Walden").